# 1895 no desporto

## Eventos
- 9 de fevereiro - Invenção do Voleibol nos Estados Unidos.
- 14 de abril - Acontece a primeira partida de futebol no Brasil, organizada por Charles Miller.
- 5 de agosto a 2 de setembro - Torneio de xadrez de Hastings de 1895, vencido por Harry Nelson Pillsbury.[1][2]
- 17 de novembro - É fundado o Clube de Regatas do Flamengo, mas a data 15 de novembro é escolhida para homenagear a República proclamada em 1889.

## Nascimentos
| Data         | Nome           | Profissão                 | Nacionalidade | Observações | Ref   |
| ------------ | -------------- | ------------------------- | ------------- | ----------- | ----- |
| 16 de junho  | Sylvio Lagreca | jogador, técnico e ábitro | Brasil        | m. 1966     | [ 3 ] |
| 5 de outubro | Svea Norén     | patinadora artística      | Suécia        | m. 1985     | [ 4 ] |

## Mortes
| Data | Nome | Profissão | Nacionalidade | Observações | Ref |
| ---- | ---- | --------- | ------------- | ----------- | --- |